# Права на одбрану
Права на одбрану су прерогативи које човек поседује како би могао да се брани током суђења. Права одбране се користе током фазе истраге и у фази пресуде.

## Прерогативи
- Свако има право да свој случај буде саслушан од стране независног и непристрасаног суда и у разумном року .
- Све оптужене особе морају имати на располагању време и погодности за припрему одбране и могућност комуникације са браниоцем по свом избору.
- Све оптужене особе могу да се бране лично или уз помоћ адвоката.
- Савремени закон признаје право оптуженог да се брани ћутањем.

Нека од ових основних права понекад се доводе у питање чак и у модерним државама, попут Сједињених Држава, у име борбе против тероризма.

## Универзална декларација о људским правима

### Члан 14
- Сви су једнаки пред судовима. Свако има право да његов случај поштено и јавно саслуша надлежни, независни и непристрасни суд основан законом, који ће одлучити да ли је кривична пријава против њега основана.
- Свако ко је оптужен за кривично дело сматра се невиним док се у складу с законом не утврди кривица .
- Свако ко је осуђен за кривично дело има право да пресуду и казну преиспита виши суд, у складу са законом.
- Када се коначна кривична пресуда касније укида или када се помиловање одобри јер нова или новооткривена чињеница доказује да је дошло до непоштивања правде, особа која је претрпела казну као резултат ове осуде биће обештећена у складу са законом, осим ако се не докаже да непозната чињеница није обелодањена на време, у целости или делимично.